# 21 Puppis
21 Puppis är en misstänkt variabel i Akterskeppets stjärnbild.
Stjärnan varierar mellan visuell magnitud +6,13 och 6,34 utan någon fastställd periodicitet. Den befinner sig på ett avstånd av ungefär 895 ljusår.